# Oncopsis ochotensis
Oncopsis ochotensis är en insektsart som beskrevs av Anufriev 1967. Oncopsis ochotensis ingår i släktet Oncopsis och familjen dvärgstritar. Inga underarter finns listade i Catalogue of Life.